# Brachystoma bimaculatum
Brachystoma bimaculatum är en tvåvingeart som beskrevs av Smith 1969. Brachystoma bimaculatum ingår i släktet Brachystoma och familjen Brachystomatidae. Inga underarter finns listade i Catalogue of Life.